# دانه‌خوار ریچنوز
دانه‌خوار ریچنوز (نام علمی: Crithagra reichenowi) نام یک گونه از تیره سهره است. این گونه بیشتر در شرق آفریقا در زیستگاه هابی نظیر جنگل‌ها، گرم‌دشت‌ها و مناطق گرمسیری و نیمه گرمسیری زندگی می‌کند.